# كيفان ميلر
كيفان ميلر (بالإنجليزية: Kevan Miller)‏ هو لاعب هوكي الجليد أمريكي، ولد في 15 نوفمبر 1987 في سانتا كلاريتا في الولايات المتحدة.

## وصلات خارجية
- كيفان ميلر على موقع دوري الهوكي الوطني (الإنجليزية)
- كيفان ميلر على موقع EliteProspects.com (الإنجليزية)
- كيفان ميلر على موقع Eurohockey.com (الإنجليزية)
- كيفان ميلر على موقع HockeyDB.com (الإنجليزية)
- كيفان ميلر على موقع Hockey-Reference.com (الإنجليزية)